# Très Belle Journée
Pour plus de détails, voir Fiche technique et Distribution.
Très Belle Journée est un film dramatique québécois réalisé par Patrice Laliberté et sorti en 2022.

## Synopsis
Jérémie, coursier à vélo livrant des colis anonymes, mène une vie rigide et solitaire au cœur de Montréal. L'arrivée de sa nouvelle voisine chamboulera son quotidien, entraînant de nombreuses conséquences,.
Avec son deuxième long métrage qu'est Très Belle Journée, Patrice Laliberté réussit le pari de tourner le premier film québécois sur un téléphone cellulaire,.

## Fiche technique
- Titre original : Très Belle Journée
- Réalisation : Patrice Laliberté
- Scénario : Patrice Laliberté, Guillaume Laurin, Geneviève Beaupré et Nicolas Krief
- Musique : Marc-Antoine Barbier
- Décors :
- Costumes :
- Photographie : Christophe Dalpé
- Montage : François Lamarche
- Producteur : Julie Groleau et Fanny Forest
- Sociétés de production : Couronne Nord
- Société de distribution :
- Pays :  Canada ( Québec)
- Langue originale : français
- Format : couleur — 2,35:1
- Genre : Drame
- Durée : 75 minutes
- Dates de sortie :
  - France : 4 mai 2022
  - Canada : 6 mai 2022

## Distribution
- Guillaume Laurin : Jérémie
- Sarah-Jeanne Labrosse : Élyane Boisjoly
- Marc Beaupré : Dom
- Marc-André Grondin
- Mathieu Dufresne
- Sandrine Bisson
- Christine Beaulieu